# Ohangaron
Ohangaron es una localidad de Uzbekistán, en la provincia de Taskent.
Se encuentra a una altitud de 563 m sobre el nivel del mar. 

## Demografía
Según estimación 2010 contaba con una población de 39 295 habitantes.